# Ticino (kanton)
Ticino (Duits en Frans: Tessin; in het Nederlands soms ook: Tessino) is het zuidelijkste kanton van Zwitserland. Het is genoemd naar de gelijknamige rivier en bijna volledig Italiaanstalig, op de Duitstalige gemeente Bosco/Gurin na. De naam Ticino is Italiaans, in de drie andere landstalen (Duits, Frans en Reto-Romaans) heet het kanton Tessin.

## Geografie
Het kanton ligt aan de zuidkant van de Alpen. Het grenst aan de Italiaanse provincies Verbano-Cusio-Ossola (regio Piëmont), Varese en Como (regio Lombardije) en de kantons Graubünden, Uri en Wallis. Aan het Lago di Lugano ligt de Italiaanse enclave Campione d'Italia, dat geheel door Zwitsers gebied is omgeven. Het hoogste punt van kanton Ticino is de 3402 meter hoge Rheinwaldhorn (Adula). Het grootste deel van het Lago di Lugano en het noordelijkste gedeelte van het Lago Maggiore liggen in dit kanton.

## Demografische evolutie van het kanton
Bron: https://www.bfs.admin.ch/bfs/de/home/statistiken/bevoelkerung/stand-entwicklung.assetdetail.32229209.html

## Economie
Het overgrote deel van de bewoners van Ticino werkt in de tertiaire sector. Bekendere producten die uit de primaire sector komen, zijn verschillende kaassoorten en wijnen.

## Talen
Moedertaal (2002)
- Italiaans: 83,1%
- Duits: 8,3%
- Servo-Kroatisch: 1,7%
- Andere talen: 6,9%

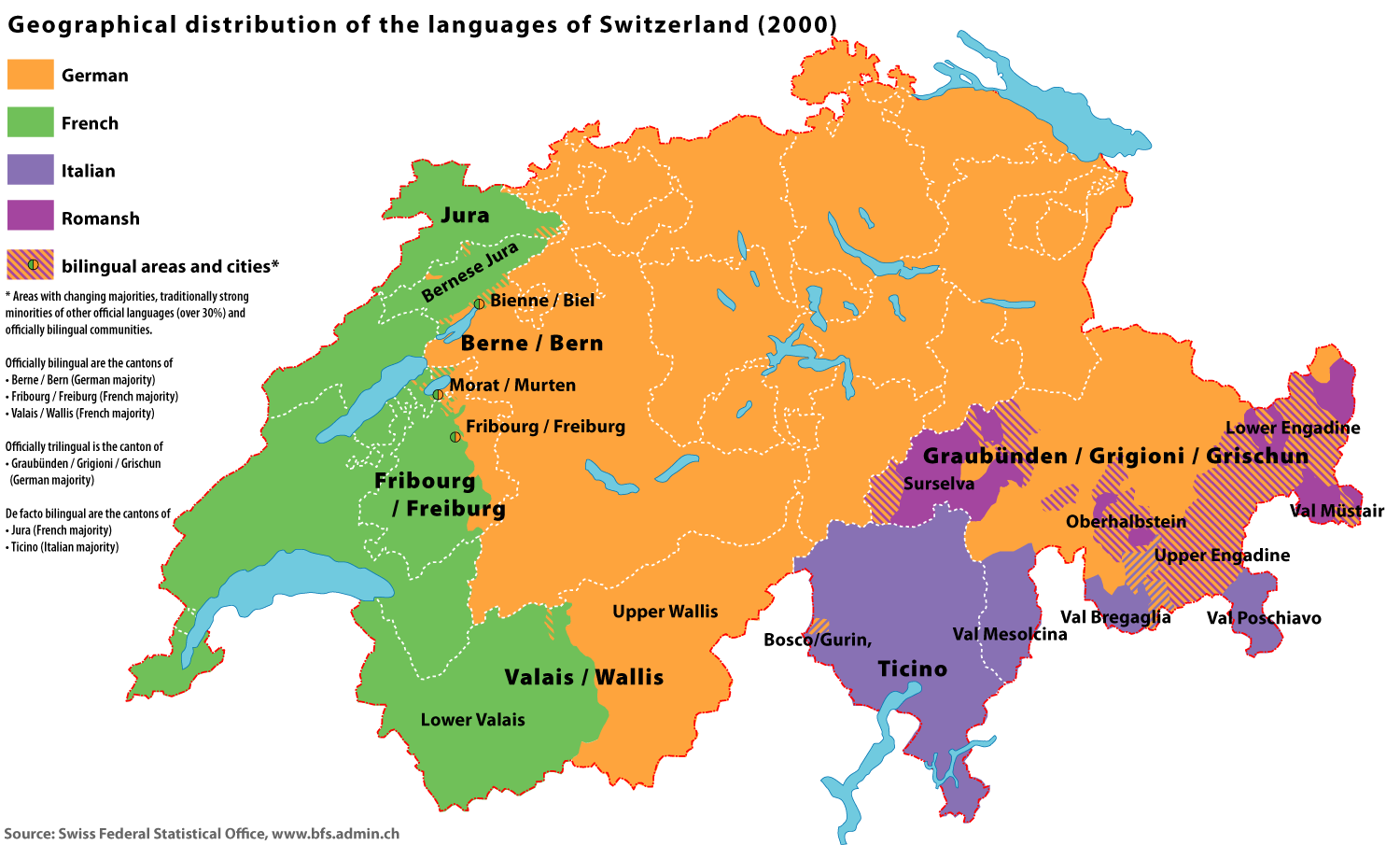
Taalgebieden in Zwitserland (2000)

30% van de bevolking van Ticino heeft geen Zwitsers paspoort (2002).

## Religie
De overgrote meerderheid is rooms-katholiek: 70% in 2019.
10% is protestants of andere christenen, 2% is moslim, 1% heeft een andere religie (cijfers uit 2015):
| Geloof in Ticino 2015          | procent |
| Christelijk geloof             | 80%     |
| Rooms katholiek                | 70%     |
| - protestants geloof en andere | 10%     |
| Islam                          | 2%      |
| andere geloof/geen opgave      | 2%      |
| geen gezindte/niet-religieus   | 16%     |
| Totaal:                        | 100%    |

## Plaatsen en gebieden
De oppervlakte van Ticino bedraagt 2811 km² en de hoofdstad van Ticino is Bellinzona.
De grootste stad is Lugano. Andere steden in Ticino zijn: Locarno, Mendrisio en Chiasso.

## Districten

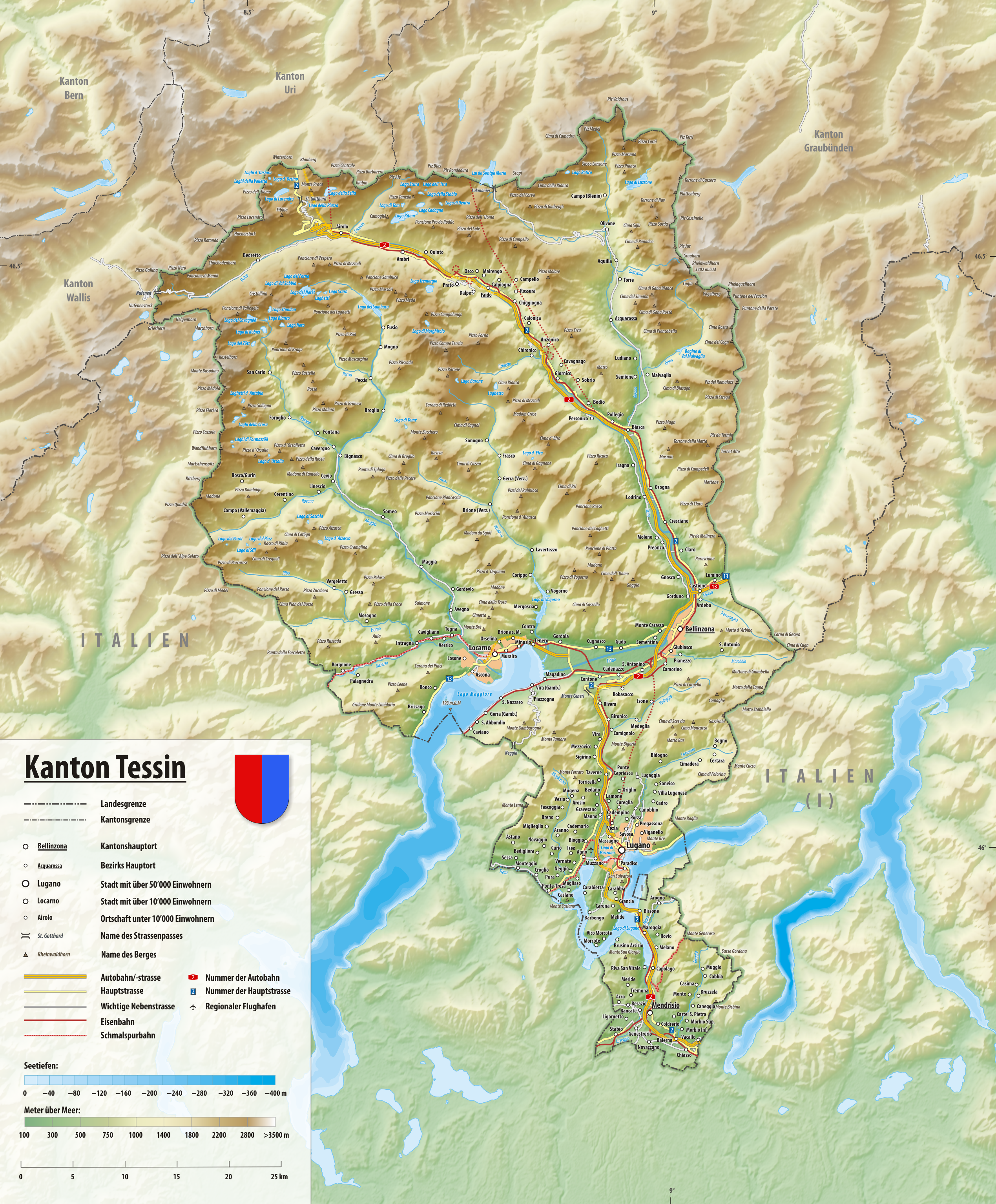
Topografische kaart van het kanton Ticino

Kanton Ticino (Repubblica e Cantone Ticino) is verdeeld in 8 districten (distretti), en deze weer in 38 cirkels (circoli):
- district Bellinzona (Distretto di Bellinzona)
- district Blenio (Distretto di Blenio)
- district Leventina (Distretto di Leventina)
- district Locarno (Distretto di Locarno)
- district Lugano (Distretto di Lugano)
- district Mendrisio (Distretto di Mendrisio)
- district Riviera (Distretto di Riviera)
- district Vallemaggia (Distretto di Vallemaggia)

## Bestuurlijke herindeling

### Fusies van gemeenten
- 6 juni 2000 Tesserete, Cagiallo, Sala Capriasca, Lopagno, Roveredo Capriasca en Vaglio → Capriasca
- 13 april 2001: Auressio, Berzona en Loco → Isorno
- 8 oktober 2003 Breganzona, Cureggia, Davesco-Soragno, Gandria, Pambio-Noranco, Pazzallo, Pregassona en Viganello → Lugano
- 8 oktober 2003 Aurigeno, Moghegno, Maggia, Lodano, Coglio, Giumaglio en Someo → Maggia
- 8 oktober 2003 Brontallo, Menzonio, Broglio, Prato-Sornico, Peccia en Fusio → Lavizzara
- 3 november 2003 Agra, Gentilino en Montagnola → Collina d'Oro
- 3 november 2003 Bioggio, Bosco Luganese en Cimo → Bioggio
- 4 april 2004: Castro, Corzoneso, Dongio, Largario, Leontica, Lottigna, Marolta, Ponto Valentino en Prugiasco → Acquarossa
- 4 april 2004: Mendrisio en Salorino → Mendrisio
- 4 april 2004: Casima, Castel San Pietro, en Monte → Castel San Pietro
- 13 maart 2005: Cadenazzo en Robasacco → Cadenazzo
- 13 maart 2005 Arosio, Breno, Fescoggia, Mugena en Vezio → Alto Malcantone
- 29 januari 2006: Calonico, Chiggiogna, Faido en Rossura → Faido
- 22 oktober 2006: Aquila, Campo (Blenio), Ghirone, Olivone en Torre → Blenio
- 22 oktober 2006: Cevio, Bignasco en Cavergno → Cevio
- 20 april 2008: Cugnasco en Gerra (Verzasca) → Cugnasco-Gerra
- 20 april 2008: Bidogno, Corticiasca en Lugaggia → Capriasca
- 20 april 2008: Iseo → Bioggio
- 20 april 2008: Barbengo, Carabbia en Villa Luganese → Lugano
- 20 april 2008: Gordevio en Avegno → Avegno Gordevio
- 4 april 2009: Arzo, Capolago, Genestrerio, Mendrisio, Rancate en Tremona → Mendrisio
- 25 oktober 2009: Borgnone, Intragna en Palagnedra → Centovalli
- 25 oktober 2009: Bruzella, Cabbio, Caneggio, Morbio Superiore, Muggio en Sagno → Breggia
- 25 april 2010: Caviano, Contone, Gerra (Gambarogno), Indemini, Magadino, Piazzogna, San Nazzaro, Sant'Abbondio, en Vira (Gambarogno) → Gambarogno
- 21 november 2010 Bironico, Camignolo, Medeglia, Rivera, en Sigirino → Monteceneri
- 1 april 2012 Malvaglia, Semione, Ludiano → Serravalle
- 14 april 2013 Cavigliano, Tegna, Verscio → Terre di Pedemonte
- 10 april 2016 Gresso, Isorno, Mosogno, Onsernone, Vergeletto → Onsernone

## Toerisme
De meeste toeristen zijn te vinden rondom de meren Lago Maggiore en Meer van Lugano, vooral nabij de plaatsen Ascona, Locarno en Lugano. De bergdalen Valle Maggia, Valle Verzasca en Valle Blenio zijn geliefd bij bergwandelaars en klifduikers, deze laatste sport wordt vooral beoefend vanaf de rotswanden bij Ponte Brolla. Op enkele plaatsen in de Tessiner bergwereld (in de Tessiner Alpen en de Adula-Alpen) kan gewintersport worden. De volgende bezienswaardigheden mogen niet onvermeld blijven: de hoofdstad Bellinzona, met zijn karakteristieke drie kastelen, Locarno, het authentieke bergdorp Corippo in het Valle Veszasca en Morcote aan het Meer van Lugano, alsmede Lugano zelf met verschillende bergtoppen met een weids uitzicht over de omgeving. 

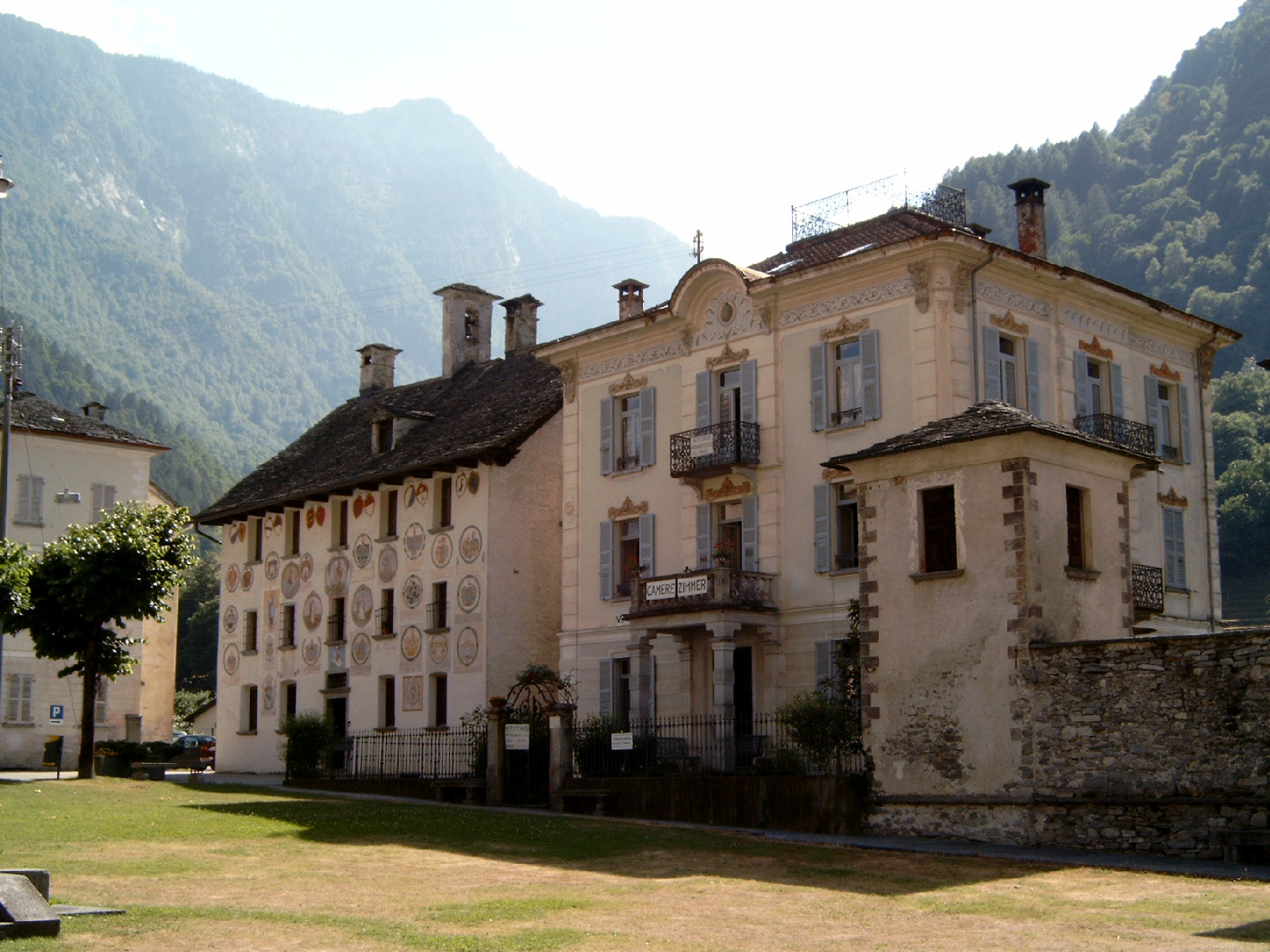
Gemeentehuis van Cevio

## Politiek
De uitvoerende macht van het kanton Ticino ligt in handen van de Consiglio di Stato (Staatsraad) die uit vijf direct door de bevolking gekozen leden bestaat. De Consiglio di Stato wordt om de vier jaar gekozen. De voorzitter en de vicevoorzitter van de Consiglio di Stato worden uit het midden van de Staatsraadleden gekozen voor de duur van een jaar. De Consiglio di Stato is als volgt samengesteld: 2 liberale-radicalen (Partito Liberale Radicale Ticinese, 1 volksdemocraat (Partito Popolare Democratico; Christendemocratisch), 1 socialist (Partito Socialista Ticinese) en 1 Leghista (Lega dei Ticinesi).
De wetgevende macht ligt in handen van het kantonnale parlement, Gran Consiglio genaamd. De Gran Consiglio bestaat uit 90 leden. De Gran Consiglio wordt via algemeen, enkelvoudig stemrecht, voor een termijn van vier jaar gekozen. De bevolking van Ticino kiest ook twee afgevaardigden voor de Kantonsraad (eerste kamer federaal parlement) en 8 afgevaardigden voor de Nationale Raad (tweede kamer federaal parlement).
De verkiezing van de kantonnale regering en het kantonnale parlement gebeurt op dezelfde dag.
- Leden van de Consiglio di Stato (2007-2011): Luigi Pedrazzini (PPD, president 2010-2011[4]), Patrizia Pesenti (PS), Laura Sadis (PLR, vicepesident 2010-2011), Gabriele Gendotti (PLR) en Marco Borradori (LEGA).
- Voorzitter van de Gran Consiglio (2010-2011): Dario Ghisletta (PS)

### Uitslagen verkiezingenGran Consiglio(1991-heden)
| Partij   | Partij           | 1991 | 1995 | 1999 | 2003 | 2007 | 2011 | 2015 |
| -------- | ---------------- | ---- | ---- | ---- | ---- | ---- | ---- | ---- |
|          | PdL / MPS-PC2    | -    | 1    | 0    | 1    | 0    | 1    | 2    |
|          | I Verdi          | 1    | 1    | 2    | 2    | 5    | 7    | 6    |
|          | PS               | 9    | 15   | 15   | 16   | 18   | 14   | 13   |
|          | PLR              | 29   | 30   | 29   | 30   | 27   | 23   | 24   |
|          | PPD              | 27   | 25   | 23   | 23   | 21   | 19   | 17   |
|          | Lega             | 12   | 16   | 16   | 11   | 15   | 21   | 22   |
|          | UDC / La Destra2 | 2    | 1    | 3    | 6    | 5    | 5    | 52   |
| Overigen | Overigen         | 10   | 1    | 2    | 1    | 0    | 0    | 1    |
| Totaal   | Totaal           | 90   | 90   | 90   | 90   | 90   | 90   | 90   |

De partijen staan, van links naar rechts, gerangschikt zoals ze in de Grote Raad van Ticino zetelen.